# فرناندو مارينو
فرناندو مارينو (بالإيطالية: Fernando Marino)‏ هو شخصية أعمال إيطالي، ولد في 6 أغسطس 1963 في مارتينا فرانكا في إيطاليا.